# Sephisa horishana
Sephisa horishana är en fjärilsart som beskrevs av Matsumura 1928. Sephisa horishana ingår i släktet Sephisa och familjen praktfjärilar. Inga underarter finns listade i Catalogue of Life.